# ツンツン節だよ全員集合!!
『ツンツン節だよ全員集合!!』(つんつんぶしだよぜんいんしゅうごう!!）は、1971年に製作・公開されたザ・ドリフターズの『全員集合シリーズ』及び松竹ドリフ映画第7弾。併映は『コント55号とミーコの絶体絶命』。
ドリフのヒット曲をタイトルに織り込むのはこれが最後。マドンナ役は倍賞美津子で、『ミヨちゃんのためなら全員集合!!』以来のマドンナ。
次作から男はつらいよシリーズとの併映が始まるが、本作ではそれに先駆けて同シリーズから太宰久雄と佐藤蛾次郎が出演している。

## ストーリー
手配師・碇田長吉は、小学校時代以来の友人である「セントラル移動食品」の社長・関新作（谷啓）の頼みで、故郷日蔭村へ人買いに行った。そこで長吉は海女たちに虐められていたヒデオ、山中で獣同然の暮らしをしていた忠次、風太、工作を騙して東京へ連れてきた。
「セントラル移動食品」の実情は、廃業寸前の小さな屋台引き会社であった。豚小屋同然の部屋に閉じ込められた忠次ら4人は奴隷のように働かされる一方、長吉と新作はマダムに会うためにバーへ競うように通い詰めていた。
しかし、実は新作自身も金融ゴロ・熊井寅吉（小松方正）から250万円の借金返済を求められ追い詰められている身であった。借金を返済できず、妹の美代（倍賞美津子）も差し出さない新作に業を煮やした寅吉は、ブルドーザーを引き連れて「セントラル移動食品」を破壊しにくるのだった...

## スタッフ
- 監督：渡邊祐介
- 脚本：田坂啓、渡邊祐介
- 製作：沢村国男、井沢健
- 撮影・荒野諒一
- 美術：森田郷平
- 音楽：萩原哲晶
- 録音：山本忠彦
- 調音：小尾幸魚
- 照明：飯島博
- 編集：寺田昭光
- 監督助手：白木慶二
- 製作主任：内藤誠
- 協力：ミサワホーム

## キャスト
- 碇田長吉：いかりや長介
- 荒井忠次：荒井注
- 高木風太：高木ブー
- 仲本工作：仲本工事
- 加藤ヒデオ：加藤茶
- 関新作：谷啓
- 関美代：倍賞美津子
- 令子：香山美子
- 熊井寅吉：小松方正
- 熊井豹太：左とん平
- 碇田テツ：若水ヤエ子
- 健ちゃん：山本紀彦
- かね：武智豊子
- ため：笠置シヅ子
- 貞子：根岸明美
- 善公：谷村昌彦
- 六助：佐藤蛾次郎
- 藤原：太宰久雄
- 熊寅の子分：須賀良、志村康徳、園田健二、高畑喜三、木村賢治
- 警備員：井山淳、小森英明、尾和義三郎、椿淳司
- ホステス：中村節子、三枝恵美子、原英美
- 海女：浜みんみん、阿里葉子、金子亜子、村上記代、光映子、秩父晴子
- 住人：中川秀人、岡本忠行、江藤孝
- 医者：伴淳三郎
- おでん屋の客：三遊亭圓生

## 主題歌・挿入歌
主題歌「ドリフのツンツン節」
　作詞：なかにし礼 / 作曲：不詳 / 変詞：渡邊祐介 / 歌：ザ・ドリフターズ
挿入歌「ほんとにほんとにご苦労さん」

## トリビア
- 熊井豹太（左とん平）率いる日の丸自主防衛協会は、映画公開の前年に三島事件を起こした楯の会のオマージュとなっている。